# Trachelyopterus galeatus
Trachelyopterus galeatus — вид сомоподібних риб з роду Trachelyopterus підродини Auchenipterinae родини Auchenipteridae. Інша назва «сомик-голіаф».

## Опис
Загальна довжина сягає 23,7 см при вазі 464,7 г, зазвичай 8-10 см. Самці довше самиць. Голова невеличка, проте широка, дещо сплощена зверху. Очі маленькі. Мають великий рот, навколо якого є 3 пари вусиків. Нижня щелепа трохи довша за верхню. Тулуб помірно кремезний без луски. Спинний плавець складається з 1 жорсткого та 5-6 м'яких променів. Жировий плавець маленький. Грудній плавці мають жорсткі шипи. Черевні плавці маленькі. Анальний плавець доволі довгий, становить 20-25 м'яких променів. Хвостовий плавець широкий, округлений.
Забарвлення коливається темно-коричневого (на голові та передній частині тулуба, спині) до оливкового зі світло-сірими плямами (в середній частині тулуба) й блідо-сірого (в хвостовій частині). Від голови до хвоста проходить світла смуга. Черево світле. Спинний плавець світло-коричневого кольору, грудні та черевні плавці світло-сірі. Анальний та жировий плавці коричнюваті, хвостовий — майже чорний.

## Спосіб життя
Зустрічається у болотистій місцині, та струмках що до них впадають. Здатен вижити протягом декількох годин без води. Вдень ховається у рясній рослинності, серед корчів, затишних місць донного рельєфу. Активний у присмерку. Живиться маленькими рибами, членистоногими, хробаками, іноді фруктами.
Статева зрілість настає у віці 2 років. Трубчастий крайній промінь анального плавника самців пристосований для внутрішнього запліднення. Спинна зазублена колючка бере участь у додатковій фіксації самиці під час шлюбних «обіймів», коли риби метушаться по хитромудрим спіралям в товщі води. Нерест триває від 25 до 40 хвилин. Запліднення відбувається у 2-3 рази. Плодючість коливається від 300 до 2000 матових ікринок, що розбухають у воді до 6 мм. Сперма може зберігатися в статевих шляхах самиці протягом декількох місяців, внаслідок желатинового наповнення із семенного пузикула самця. Молодь починає плавати через 8 днів. Темп зростання становить до 3,5 см на місяць.
Тривалість життя досягає 18 років, зазвичай — 3 років.

## Розповсюдження
Мешкає у водоймах північного сході Південної Америки.